# Kölpinsee (Meclemburgo)
Il Kölpinsee è un lago della piana dei laghi del Meclemburgo nell'omonimo circondario. La sua massima larghezza è di circa 5 km e la massima lunghezza di circa 7 km mentre la massima profondità giunge fino a 30 m, con un valore medio però di circa 3,5 m.
Il nome del lago è di origine slava e significa "lago dei cigni" (Kolpa = cigno).
Esso si trova fra i laghi di Müritz ad est e Fleesensee ad ovest ed è attraversato dalla Elde da est ad ovest. Così vi è un collegamento fra entrambi i laghi, che viene utilizzato anche per il traffico fluviale turistico. Verso il lago di Jabel, posto a nord, vi è parimenti un vecchio collegamento transitabile da barche da diporto.
L'intero Kölpinsee fa parte della via d'acqua federale Müritz-Elde di classe I; competente per questa è l'Ufficio per le Acque e la Navigazione di Lauenburg.
Il Kölpinsee è lontano da grossi insediamenti ed è circondato da boschi in molte aree naturali protette della Germania, quali la penisola di Damerower Werder, sulla riva nord-occidentale del lago, che è abitata dal bisonte europeo, e le aree naturali protette di Blüchersches Bruch e Mittelplan.